# Krzekno Wielkie
Krzekno (Krzekno Wielkie) (niem. Creknasee) – zarastające roślinnością bagienną jezioro położone w zachodniej części Pojezierza Zachodniopomorskiego na Równinie Pyrzycko–Stargardzkiej, w gminie Bielice.
Powierzchnia mierzona w 1948 roku wynosiła 3,2 ha, obecnie zależy od poziomu wód gruntowych i dopływu wody rzeki Krzekna, która przepływa przez to jezioro.